# Dino Frescobaldi
Pour les articles homonymes, voir Frescobaldi.
Pour l’article ayant un titre homophone, voir Dino Frescobaldi (journaliste).
Dino Frescobaldi (Florence, 1271 - Florence, v.1316.) était un poète florentin de la fin XIIIe début du XIVe siècle.

## Biographie
Dino Frescobaldi est un poète florentin du style dolce stil novo (« nouveau style doux » en français) dont il reprend en les thèmes et le langage poétique dans ses vingt-deux compositions.
Personnage proche de Dante Alighieri, Frescobaldi est considéré comme l'un des principaux éléments du courant stil novo. Il est cité et louangé par Pietro Bembo et Boccace comme assai famoso poeta stilnoviste. Fils de messer Lambertuccio Frescobaldi, descendant de la riche famille florentine des Frescobaldi (dédiés au commerce).
Apprécié par ses contemporains, ses sonnets et ses canzoni ont été très diffusés,, et le corpus est important. Ami de Dante, en 1305, il adressa lui-même au marquis Morello Malaspina, auprès duquel habitait le poète, les sept premiers chants de la Divine Comédie, en le priant de continuer son œuvre,.
Les principaux thèmes abordés sont l'Amour (« Amore ») et la Courtoisie (« Gentilezza »).
Dans les compositions de Frescobaldi, le processus de l'amour apparaît avec la dame qui blesse le poète. Elle lui apporte d'abord la douceur et surtout la souffrance. Le poète essaie en vain d'entrer en communication avec sa dame. L'intensité dramatique, la précision psychologique traduisent très efficacement l'obsession du désir de mourir.
Dino Frescobaldi est le père du poète Matteo Frescobaldi.

## Œuvres
Sonnets
- Lodi della sua Donna
- La sua Donna è divenuta una stella nel Cielo d'Amore

## Sources
- (it) Cet article est partiellement ou en totalité issu de l’article de Wikipédia en italien intitulé « Dino Frescobaldi » (voir la liste des auteurs).